# Jenkova kasarna
Jenkova kasarna na Zgornjem Jezerskem je dominantna zgradba, ki je bila sprva postavljena kot »hospital«, to je gostišče za popotnike. Zgrajena je na dvorišču domačije Jenko. Zgradba je kmečki renesančni dvorec, postavljena pred letom 1569, na kar kažejo ohranjeni in dobro vidni podpisi na stenah. Stene notranjih prostorov so podpisane in datirane v  obdobju od 1573 do 1575.
Zgradba je ime Jenkova kasarna verjetno dobila po avstrijskih vojakih, ki so v zaselku Zgornje Fužine v času Ilirskih provinc branili avstrijsko mejo pred Napoleonovimi vojaki.

## Etnografski muzej
Danes je v dobro ohranjeni Jenkovi kasarni manjši etnografski muzej z zbirko predmetov in opreme iz vsakdanjega kmečkega življenja naših prednikov. Ob 100-obletnici Češke koče je bil v enem od prostorov urejen prikaz planinske zgodovine tega kraja.

## Dostop
Dostop je možen peš ali z avtomobilom po cesti iz Jezerskega proti mejnemu prelazu Jezerski vrh mimo cerkve sv. Andreja do smerokaza ob cesti, od koder je še 200 m do kasarne.